# Amphiglossus astrolabi
Amphiglossus astrolabi là một loài thằn lằn trong họ Scincidae. Loài này được Duméril & Bibron mô tả khoa học đầu tiên năm 1839.